# وارس: راه مردان درستکار
وارس: راه مردان درستکار (فنلاندی: Vares – Kaidan tien kulkijat) یک فیلم جنایی فنلاندی است که در سال ۲۰۱۲ منتشر شد.

## بازیگران
- آنتی رینی
- پتر فرانتسن
- یارمو ماکینن
- مریا لاریوارا
- آکه کالیالا
- پتری سومانن
- کاری-پکا توی‌وُنن
- کاری تاپیو